# Leone II di Cava
Leone II (1239 – Cava de' Tirreni, 19 agosto 1295) è stato abate di Cava dal 1268 fino alla sua morte. 
Il suo culto come beato è stato confermato da papa Pio XI nel 1928.

## Biografia
Naccque nel 1239 e abbracciò giovanissimo la vita religiosa tra i monaci dell'abbazia di Cava. Succedette nel governo del monastero all'abate Amico il 25 gennaio 1268 e il 5 febbraio successivo ricevette la benedizione abbaziale a Benevento.
Nel 1274 presenziò al concilio di Lione, dove papa Gregorio X gli confermò i privilegi dei suoi predecessori, e visitò l'abbazia di Cluny.
Fece costruire una nuova chiesa, un nuovo chiostro e ampliò la biblioteca.
Morì nel 1295 in fama di santità.

## Il culto
Fu sepolto davanti all'altare maggiore della chiesa abbaziale, ma il suo corpo nel 1675 fu traslato nella grotta Arsicia
Papa Pio XI, con decreto del 16 maggio 1928, ne confermò il culto con il titolo di beato.
Il suo elogio si legge nel martirologio romano al 19 agosto.